# Самсонов, Дормидонт Петрович
Дормидонт (Доримедонт) Петрович Самсонов (1793—1822) — магистр российской греческой и латинской словесности.

## Биография
Родился в 1793 году в дворянской семье.
В 1805 году поступил в Казанскую гимназию, а в 1807 году в Императорский Казанский университет и был принят на казённое содержание «по сиротству и крайнему убожеству»; 3 августа 1811 года за успехи возведён в звание магистра словесности. С 5 ноября по 17 сентября 1813 года учитель латинского гимназического класса.
Был командирован 17 сентября 1813 года для усовершенствования в Московский университет, откуда вернулся в Казанский университет 14 июня 1815 года. С 1817 года был также учителем латинского, а затем русского языков в Казанской гимназии, в 1817—1818 годах — помощник инспектора студентов.
Публиковался в центральной периодике (журналы «Благонамеренный», «Вестник Европы»), частично под акронимом Д. С—в. Единственным научным трудом Самсонова была статья «Краткое рассуждение о русском стихосложении» («Вестник Европы». — 1817. — № 15-16), в которой, в частности, был впервые выделен в качестве особого стихотворного размера пятисложник. Статью эту весной 1818 года безуспешно представлял на звание адъюнкт-профессора. В 1819—1820 учебных годах изъяснял студентам практические правила греческого языка. Уволен из учебного ведомства 3 ноября 1820 года.
Скончался 21 или 22 сентября в Казани (?). Похоронен в Москве, на Ваганьковском кладбище.